# This Is Where I Came In
This Is Where I Came In es el vigesimosegundo álbum de estudio de The Bee Gees y el último álbum de material nuevo lanzado por la banda antes de la muerte del hermano Maurice Gibb en 2003. Fue además el único álbum con nuevo material que la banda ha publicado por Universal Records. El álbum fue lanzado en 2001. El sencillo, "This Is Where I Came In", que es una especie de reflexión acerca de la carrera de los Bee Gees, alcanzó, en el año del lanzamiento, la posición No. 18 en las listas del Reino Unido.

## Estructura
Cada Bee Gee tuvo su oportunidad de cantar una canción solo; por ejemplo, Barry Gibb canta "Loose Talk Costs Lives", Robin Gibb canta "Embrace", y Maurice canta la voz principal de "Man in the Middle" y "Walking On Air".
El álbum muestra una variedad de estilos y géneros musicales. "This Is Where I Came In" sigue el rock/indie más comúnmente encontrado en sus canciones de los 60's. "She Keeps on Coming" y "Voice in the Wilderness" tienen poderosa influencia del rock, mientras que "Sacred Trust", "Just in Case", y "Wedding Day" continúa el gusto de los Bee Gees por las canciones de amor. Dos de las canciones de Robin Gibb, "Embrace" y "Promise The Earth" son canciones basados en el Europop y dance, mientras que "Technicolor Dreams" es la excepción a la regla, como una típica melodía del Tin Pan Alley de los años 30.

## Lista de canciones
1. «This Is Where I Came In» – 4:56 (Barry Gibb/Robin Gibb/Maurice Gibb)
2. «She Keeps On Coming »– 3:57 (B. Gibb/R. Gibb/M. Gibb)
3. «Sacred Trust »– 4:53 (B. Gibb)
4. «Wedding Day» – 4:43 (B. Gibb/R. Gibb/M. Gibb)
5. «Man In The Middle» – 4:21 (M. Gibb)
6. «Deja Vu» – 4:19 (R. Gibb)
7. «Technicolor Dreams» – 3:04 (B. Gibb)
8. «Walking On Air» – 4:05 (M. Gibb/B. Gibb)
9. «Loose Talk Costs Lives» – 4:19 (B. Gibb)
10. «Embrace» – 4:43 (R. Gibb)
11. «The Extra Mile» – 4:21 (B. Gibb/R. Gibb/M. Gibb)
12. «Voice in the Wilderness» – 4:38 (B Gibb/R. Gibb/M. Gibb)
13. «Just In Case»* – 4:23 (R Gibb/B. Gibb/M. Gibb)
14. «Promise The Earth»* – 4:29 (R. Gibb)

*Bonus track de la edición Australiana y Británica.
- Datos: Q1088452